# Sphodronotus cyclopterus
Sphodronotus cyclopterus är en insektsart som först beskrevs av Boris Petrovich Uvarov 1933.  Sphodronotus cyclopterus ingår i släktet Sphodronotus och familjen gräshoppor. Inga underarter finns listade i Catalogue of Life.